# Mihăieni, Satu Mare
Mihăieni (în maghiară Krasznamihályfalva) este un sat în comuna Acâș din județul Satu Mare, Transilvania, România.

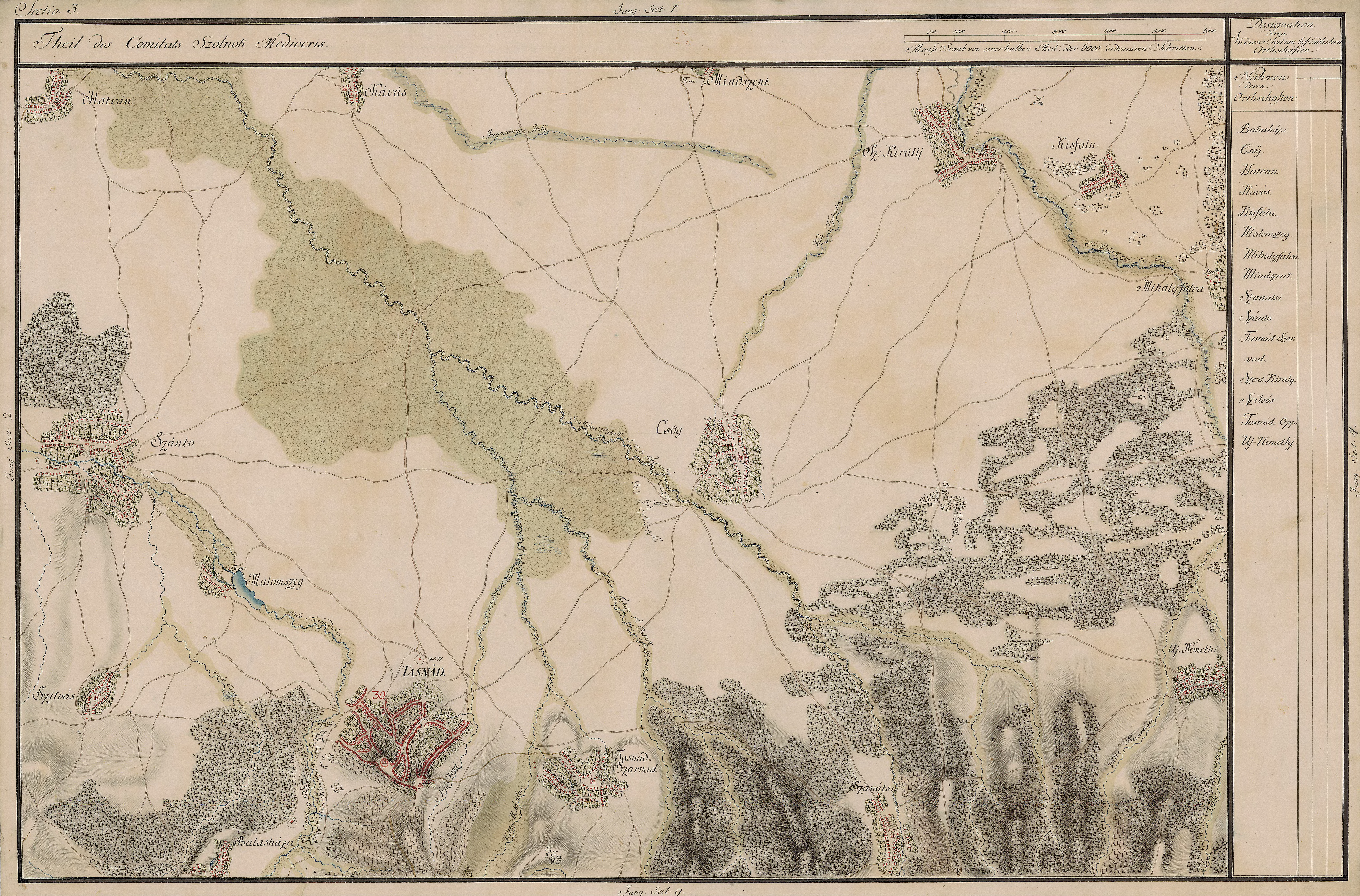
Mihăieni în Harta Iosefină a Transilvaniei

În Mihăileni există un ștrand termal, funcțional tot timpul anului, în incintă acoperită și bine aerisită. Ștrandul dispune de pensiune proprie, dar în localitate există și alte pensiuni. Apele termale din localitate sunt bogate în calciu și bicarbonat de sodiu natural, fiind utilizate pentru tratarea afecțiunilor locomotorii și dermatologice. Bazinul principal cu apă termală dispune de jeturi subacvatice de hidromasaj.